# Aperel
Aperel (auch Aper-El) war der nördliche Wesir unter Amenophis III. und Echnaton in der altägyptischen 18. Dynastie (Neues Reich).
Aperel ist vor allem von seinem Felsgrab in Sakkara bekannt, das im November 1980 von Alain-Pierre Zivie entdeckt wurde. Die Grabanlage befindet sich auf dem Gelände des Bubasteion und war auf vier Ebenen errichtet, mit der Grabkammer als unterste Ebene und die dekorierten Kultkapellen zuoberst. Die Grabkammer fand sich zwar beraubt, enthielt jedoch noch eine Reihe bemerkenswerter Objekte, wie zahlreiche Särge und beschriftete Gefäße. Darunter der Sarg der Taweret und der Sarg des Generals Huy. Es fanden sich die Namen der Könige Amenophis III. und Amenophis IV. (Echnaton), was wiederum belegt, dass Aperel unter beiden Herrschern amtierte. Zu seinen Titeln gehören: Königlicher Siegler, Vorsteher der Stadt, Wesir, Gottesvater und Hohepriester des Aton (B3k-tpj). Sein unägyptischer Name deutet an, dass er Ausländer, möglicherweise Syrer, war. Seine Gemahlin hieß Weria und ist ebenfalls im Grab dargestellt.